# Concurrent versions system
« CVS » redirige ici. Pour les autres significations, voir CVS (homonymie).
Pour les articles homonymes, voir Tortoise.
CVS (sigle de Concurrent Versions System ("Système de versions concurrentes")) est un système de gestion de versions créé en 1990, qui a été largement utilisé par les projets de logiciels libres.

## Historique
Successeur de SCCS originellement écrit par Dick Grune en 1986, puis complété par Brian Berliner (avec le programme cvs lui-même) en 1989, CVS est par la suite amélioré par de très nombreux contributeurs. 

## Fonctionnalités
Puisqu'il aide les sources à converger vers la même destination, on dira que CVS fait la gestion concurrente de versions ou de la gestion de versions concurrentes. Il peut aussi bien fonctionner en mode ligne de commande qu'à travers une interface graphique. Il se compose de modules clients et d'un ou plusieurs modules serveur pour les zones d'échanges.

## Gestion de version centralisée
Le modèle de CVS est un modèle centralisé, où un serveur central regroupe toutes les sources.
Il existe d'autre part des logiciels décentralisés comme Bazaar, Darcs, Git, Mercurial, Fossil ou Monotone, ces derniers étant tous des logiciels libres.

## Implémentations
Le premier logiciel qui a offert le service CVS s'appelle CVS. Parmi les autres logiciels qui offrent un tel service, il y a Cervisia, linCVS, TortoiseCVS, WinCVS, CVSNT.
Parmi les logiciels qui offrent un service similaire, il y a Subversion, Microsoft Visual SourceSafe ou ClearCase d'IBM.

### WinCVS
WinCVS est un logiciel qui met en œuvre une interface utilisateur graphique pour exploiter les services CVS sur les systèmes d'exploitation Microsoft Windows.

### TortoiseCVS
TortoiseCVS est un logiciel sous licence libre GPL qui permet d'exploiter les services CVS à partir de l'explorateur de Microsoft Windows.